# يوشيو هاتوري
يوشيو هاتوري (باليابانية: 服部敬雄؛ بالكانا: はっとり よしお) هو صحفي ياباني، ولد في 10 ديسمبر 1899 في ياماغاتا في اليابان، وتوفي في 14 مارس 1991.